# Fakulta veterinární hygieny a ekologie Veterinární univerzity Brno
Fakulta veterinární hygieny a ekologie (FVHE) Veterinární univerzity Brno je jednou ze dvou fakult této univerzity. Vznikla v roce 1990 vyčleněním oboru veterinární hygiena tehdejší Vysoké školy veterinární.
Fakulta veterinární hygieny a ekologie uskutečňuje univerzitní vzdělávání, výzkum i odbornou činnost zaměřenou zejména na veterinární hygienu a bezpečnost a kvalitu potravin. Fakulta se organizačně člení na děkanát, sekce s jednotlivými ústavy a účelové zařízení fakulty.

## Historie fakulty
Historie fakulty veterinární hygieny a ekologie vychází z oboru hygieny potravin a surovin živočišného původu, který byl zařazen do učebních plánů vysokoškolských veterinárních učilišť již v devatenáctém století. Podmínky pro rozvoj oboru veterinární hygieny na území našeho dnešního státu byly vytvořeny zřízením československé státní Vysoké školy zvěrolékařské v Brně v roce 1918. Zde byl založen samostatný ústav pro hygienu masa, mléka a potravin a vedením ústavu byl v roce 1920 pověřen prof. MVDr. Jan Lenfeld. Obor obsahoval zejména prohlídku jatečných zvířat a masa a dále metody zajišťování hygienické úrovně potravin. Zcela nově byla tehdy zahrnuta do oboru také technologie potravin, jako základní princip zajištění hygieny zpracovatelských postupů a ochrany zdraví spotřebitele i biologické hodnoty potravin. Prof. MVDr. Jan Lenfeld vytvořil koncepci československé veterinární hygieny, kterou dále rozvíjeli jeho nástupci.
Od akademického roku 1975/1976 bylo studium na Vysoké škole veterinární rozděleno na dva studijní obory „Veterinární lékařství - hygiena potravin“ a "Všeobecné veterinární lékařství" .
Vzhledem k vzrůstajícímu významu veterinární hygieny a potřebě vysoce erudovaných odborníků pro komplexní zajištění zdravotní nezávadnosti potravin a ekologických aspektů produkce potravin v kontextu veterinární hygieny, na takto vybudovaném základě samostatného studijního oboru Veterinární hygiena byla v roce 1990 zřízena Fakulta veterinární hygieny a ekologie. Fakulta začala tradovat pojetí komplexní hygienické a ekologické produkce potravin od prvovýroby až po finální produkty.

## Děkanát
Děkanát fakulty představuje administrativní a správní zázemí celé fakulty. Sídlí v budově Studijního a informačního centra.

### Sekce základních oborů
- Ústav biologie a chorob volně žijících zvířat

Ústav nabízí studium předmětů Biologie a genetika a Zoologie v rámci magisterského studijního programu Veterinární hygiena a ekologie, oboru Veterinární hygiena a ekologie. Stejné předměty jsou na Ústavu biologie a chorob volně žijících zvířat vyučovány v rámci oboru Bezpečnost a kvalita potravin bakalářského studijního programu Veterinární hygiena a ekologie.
Bakalářský studijní program obor Bezpečnost a kvalita potravin. Magisterský studijní program Veterinární lékařství nabízí přednášky a semináře z následujících předmětů: Biologie a genetika, Zoologie, Biology and Genetics, Zoology a Pre-course of Veterinary Medicine Studies vyučované v anglickém jazyce. Pro doktorský studijní program Veterinární hygiena a ekologie obor Veterinární biochemie, chemie a biofyzika nabízí ústav studium předmětu Biologie.
Ústav současně zajišťuje blokovou výuku ve Školním zemědělském podniku Nový Jičín. Na výjezdním cvičení v trvání tří dnů je integrována výuka zoologie, ekologie a bioekologie. Pobyt je zaměřen na demonstraci biodiverzity, ekologických vztahů v krajině a ochranu přírody. Součástí výuky jsou praktická zaměstnání z entomologie, hydrobiologie, herpetologie, ekologie drobných zemních savců, ornitologická exkurze a návštěva stanice pro záchranu hendikepovaných živočichů.
Výzkumná činnost ústavu je zaměřena do oblasti zdravotní problematiky v populacích volně žijících živočichů, se zaměřením zejména na živočichy, kteří nejsou využíváni k získávání surovin pro produkci potravin živočišného původu. Zvláštní význam je kladen na výzkum v oblasti zdravotního stavu volně žijících ptáků a volně žijících savců, zejména s důrazem na sledování výskytu původců parazitárních, infekčních i neinfekčních onemocnění těchto živočichů. Jsou využívány molekulárně biologické metody v diagnostice původců onemocnění uvedených volně žijících zvířat.

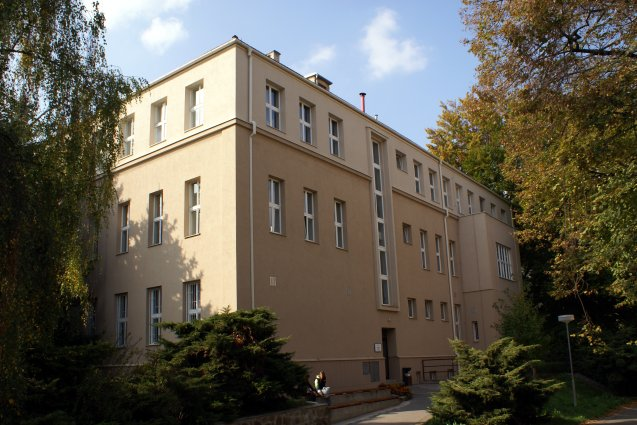
Budova fakulty

- Ústav biochemie, chemie a biofyziky

Ústav biochemie, chemie a biofyziky nabízí přednášky a cvičení široké škály předmětů v rámci studia různých studijních programů a oborů. Pro studenty oboru Veterinární hygiena a ekologie v rámci magisterského studijní programu Veterinární hygiena a ekologie jsou to tyto předměty: Veterinární biofyzika, Veterinární chemie, Veterinární biochemie, Instrumentální metody analýzy látek v potravinách, Radiobiologie potravin, Biochemie potravin a biochemické laboratorní metody. Bakalářský studijní program Veterinární hygiena a ekologie nabízí pro obor Bezpečnost a kvalita potravin výuku z předmětů: Fyzika, Matematické základy pro potravinářství, Chemie, Biochemie potravin a biochemické laboratorní metody, Instrumentální metody analýzy látek v potravinách. Pro navazující magisterský studijní program Veterinární hygiena a ekologie, obor Bezpečnost a kvalita potravin ústav zajišťuje výuku předmětů Radiobiologie potravin a radiobiologické laboratorní metody a Ultrastopová analýza látek v potravinách. Ústav zajišťuje studium pro všechny fakulty VETUNI. Pro magisterský studijní program Veterinární lékařství to jsou předměty Biofyzika, Chemie, Biochemie v českém i anglickém jazyce. Studenti Magisterského studijního programu Farmacie získávají na ústavu znalosti v disciplínách Biofyzika, Organická chemie, Obecná a aplikovaná biochemie, Fyzikální chemie a základy koloidiky, Patobiochemie. Doktorské studijní programy v rámci různých oborů nabízejí na ústavu studium těchto předmětů: Analytická chemie, Radiobiologie, Veterinární chemie, Veterinární biochemie, Veterinární biofyzika, Radiobiologie, Biochemie, Analytická chemie a Chemie.
Výzkumná činnost ústavu je zaměřena do oblasti fyzikálních a chemických metod vyšetřování biologického materiálu, a to zejména tkání živočišného původu, surovin a potravin živočišného původu, dále do oblasti studia biochemických procesů v organismech živočichů, zejména však hospodářsky využívaných druhů zvířat, a dále surovin a potravin živočišného původu. Výzkum využívá zejména metod atomové absorpční spektrofotometrie, metod elektrochemických, enzymových, metod kapalinové chromatografie, spektrometrie gama, spektrofotometrie a radioimunoanalytických metod.

### Sekce živočišné a rostlinné produkce

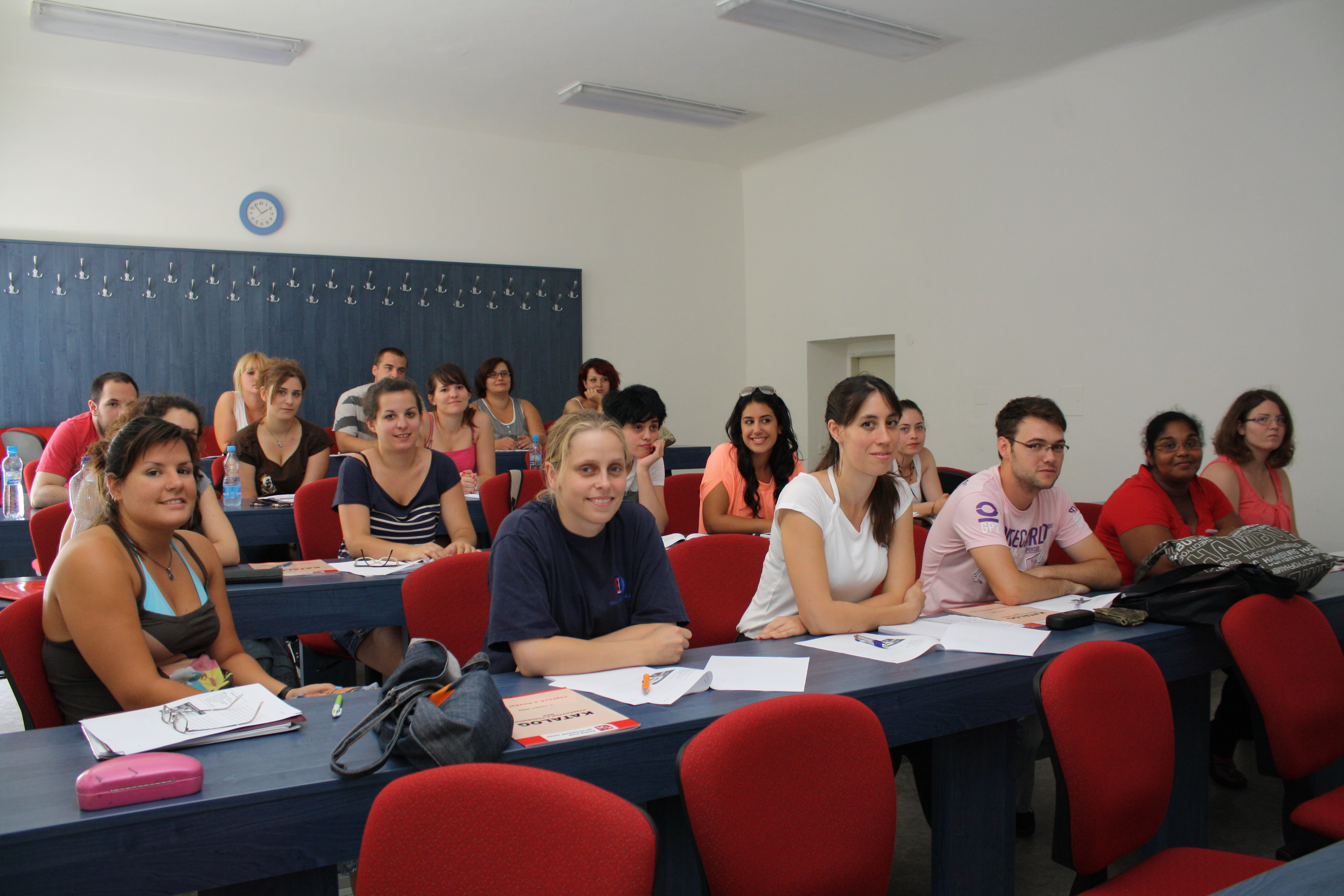

- Ústav výživy, zootechniky a zoohygieny

Pedagogickým cílem ústavu je zabezpečit vzdělání studentů dvou veterinárních fakult, Fakulty veterinární hygieny a ekologie a Fakulty veterinárního lékařství, v oblasti správné výživy jednotlivých druhů a kategorií zvířat ve vztahu k řízenému konverznímu procesu, hygieny a technologie krmiv, v oblasti managementu chovu hospodářských zvířat a zásad zoohygieny. Ústav zajišťuje výuku ve třech stupních vzdělávacího procesu, a to v bakalářském, magisterském a doktorském studijním programu dvou veterinárních fakult VETUNI. V rámci bakalářského studijního programu jde o předměty Výživa hospodářských zvířat a Chov hospodářských zvířat a veterinární prevence. V rámci magisterského studijního programu (v českém i anglickém jazyce), jde o předměty Výživa a dietetika, Animal Nutrition and Dietetics, Tootechnika, Animal Husbandry, Zoohygiena, Animal Hygiene, Zoohygiena a veterinární prevence. Z povinně volitelných předmětů zajišťuje ústav výuku Veterinární dietetiky. V rámci doktorského studijního programu jsou na ústavu vzděláváni studenti v rámci oboru Výživa, dietetika hospodářských zvířat a hygiena vegetábilií.
Vědeckovýzkumná činnost ústavu je zaměřena na studium vlivů vnějšího prostředí na organismus zvířat ve vztahu k jejich produkci, reprodukci a především k jejich zdravotnímu stavu. Výzkum u hospodářských zvířat je zaměřen na studium faktorů, které mohou pozitivně, či negativně ovlivnit produkci, a to nejen po stránce kvalitativní, ale především z hlediska produkce zdravotně nezávadných a biologicky hodnotných surovin a potravin. Výzkum ústavu je dále orientován do oblasti studia vlivu vegetabilních diet u drůbeže a pernaté zvěře na kvalitu finální produkce a zdravotní stav. Výzkumná činnost je dále zaměřena do oblasti výživy a dietetiky, chovu a hygieny hospodářských a domácích zvířat, zvířat v zájmových chovech, do oblasti výživy pernaté a lovné zvěře se zaměřením na udržení a podporu zdravotního stavu a kondice zvířat. Předmětem odborného zájmu je sledování nejnovějších trendů ve výživě hospodářských zvířat s cílem produkce surovin a potravin živočišného původu, vedoucích ke zlepšení zdravotního stavu lidské populace. Výzkumné aktivity ústavu jsou dlouhodobě orientovány do oblasti výživy drůbeže a hledání optimalizačních programů s cílem využít tuzemské vegetabilní komponenty krmných směsí. V odborné činnosti vykazuje ústav velmi širokou spolupráci s výrobní praxí, a to v rámci zemědělské a veterinární praxe, krmivářského, zpracovatelského a potravinářského průmyslu.

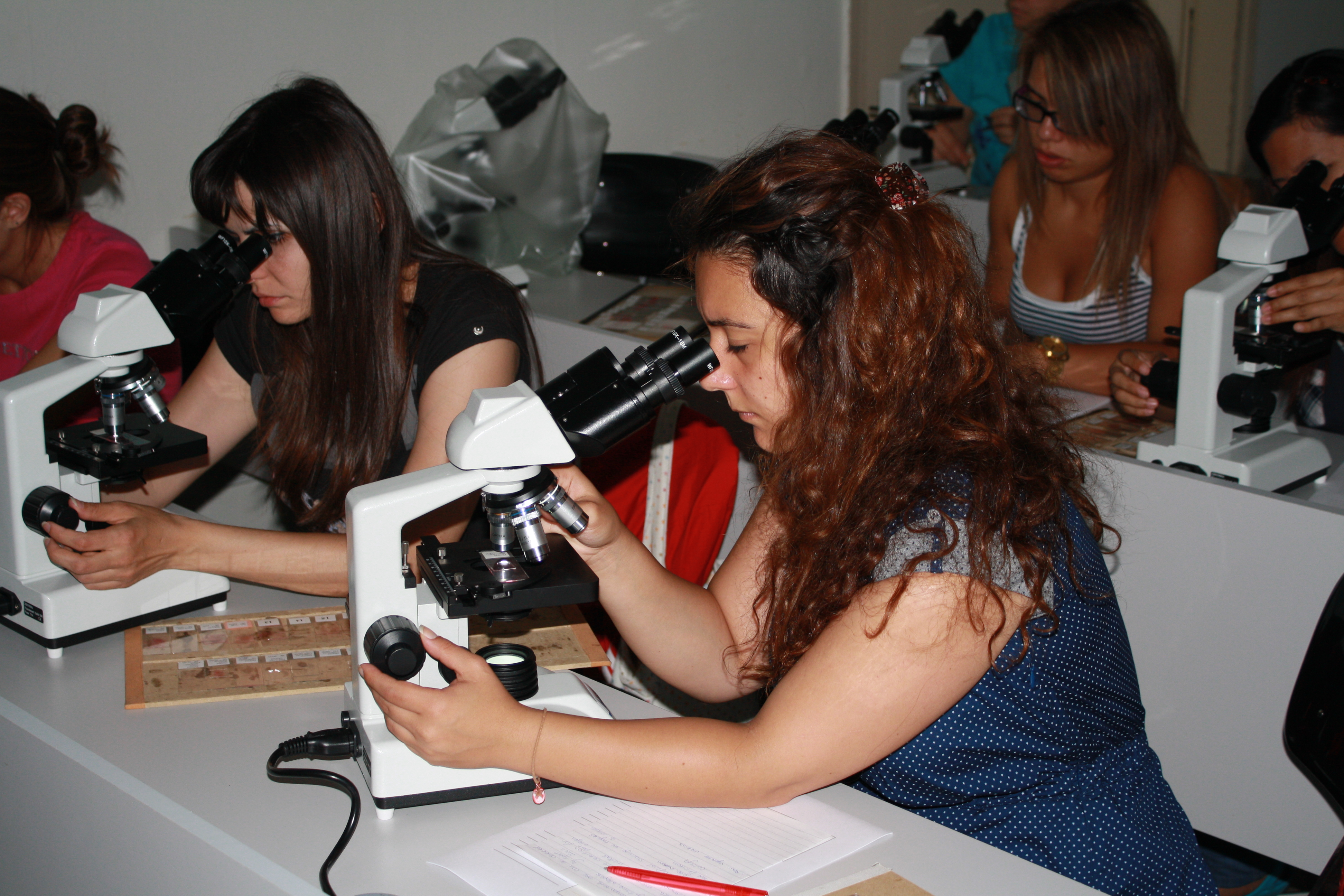

- Ústav vegetabilních potravin a rostlinné produkce

Pedagogická činnost ústavu se rozvíjí ve třech oblastech. Jednak je to oblast, kterou prezentují předměty Zemědělská produkce v magisterském studijním programu na FVHE a FVL a Pěstování zemědělských rostlin v bakalářském studijním programu. Seznamují posluchače s problematikou produkce krmivářsky a potravinářsky využitelných zemědělských plodin v podmínkách českého zemědělství. Předmět Zemědělská produkce se přednáší i pro anglický studijní program FVL. Druhou skupinu předmětů představují disciplíny přednášené a cvičené v bakalářském studijním programu - Technologie a hygiena potravin rostlinného původu - a magisterském studijním programu - Hygiena a technologie vegetabilních produktů. Předměty jsou obecněji zaměřené a seznamují posluchače se základními technologiemi používanými pro zpracování rostlinných surovin a zabezpečování zdravotní a hygienické nezávadnosti vyráběných potravin.Třetí oblastí výuky je předávání teoretických a praktických dovedností a znalostí zejména v oblasti mikroskopického vyšetřování potravin. Předměty s touto tematikou jsou zařazeny jako povinné nebo povinně volitelné ve všech třech studijních programech fakulty s názvy Skladba a struktura potravin a Mikroskopie potravin. Ústav dále zajišťuje výuku v české a anglické formě doktorského studijního programu Veterinární hygiena a ekologie, a to v oborech Hygiena a technologie potravin, Výživa, dietetika hospodářských zvířat a hygiena vegetábilií a Veřejné veterinářství a ochrana zvířat.
Výzkumná činnost ústavu je zaměřena do oblasti výzkumu struktury a skladby potravin a mikroskopie potravin. Výzkumná činnost ústavu je zaměřena dále do oblasti zdravotní a hygienické nezávadnosti potravin rostlinného původu zejména z pohledu kontrole kvality a dozoru nad zdravotní a hygienickou nezávadností těchto potravin. Výzkumná činnost navazuje v této oblasti na dřívější zkušenosti a vytváří také podklady pro výuku výše uvedených předmětů. Laboratoř je vybavena pro zpracování vzorků potravin pro vyšetření světelnou mikroskopií, a to včetně moderního mikrotomu a kryostanu. Dále je výzkumná činnost ústavu zaměřena do oblastí kontroly kvality a dozoru nad zdravotní a hygienickou nezávadností vegetabilních potravin. Zde se orientuje zejména na fáze sledování a posuzování vlivů, které určují výslednou senzorickou jakost potravin rostlinného původu po technologickém zpracování a během skladování. Vědeckovýzkumná činnost se dále orientuje na nové technologické postupy v potravinářství, náhrady tradičních surovin s ohledem na zajištění správných výrobních postupů, maximální využití surovin, snižování ztrát a predikci údržnosti potravin rostlinného původu.

### Sekce hygieny a technologie potravin
- Ústav hygieny a technologie mléka

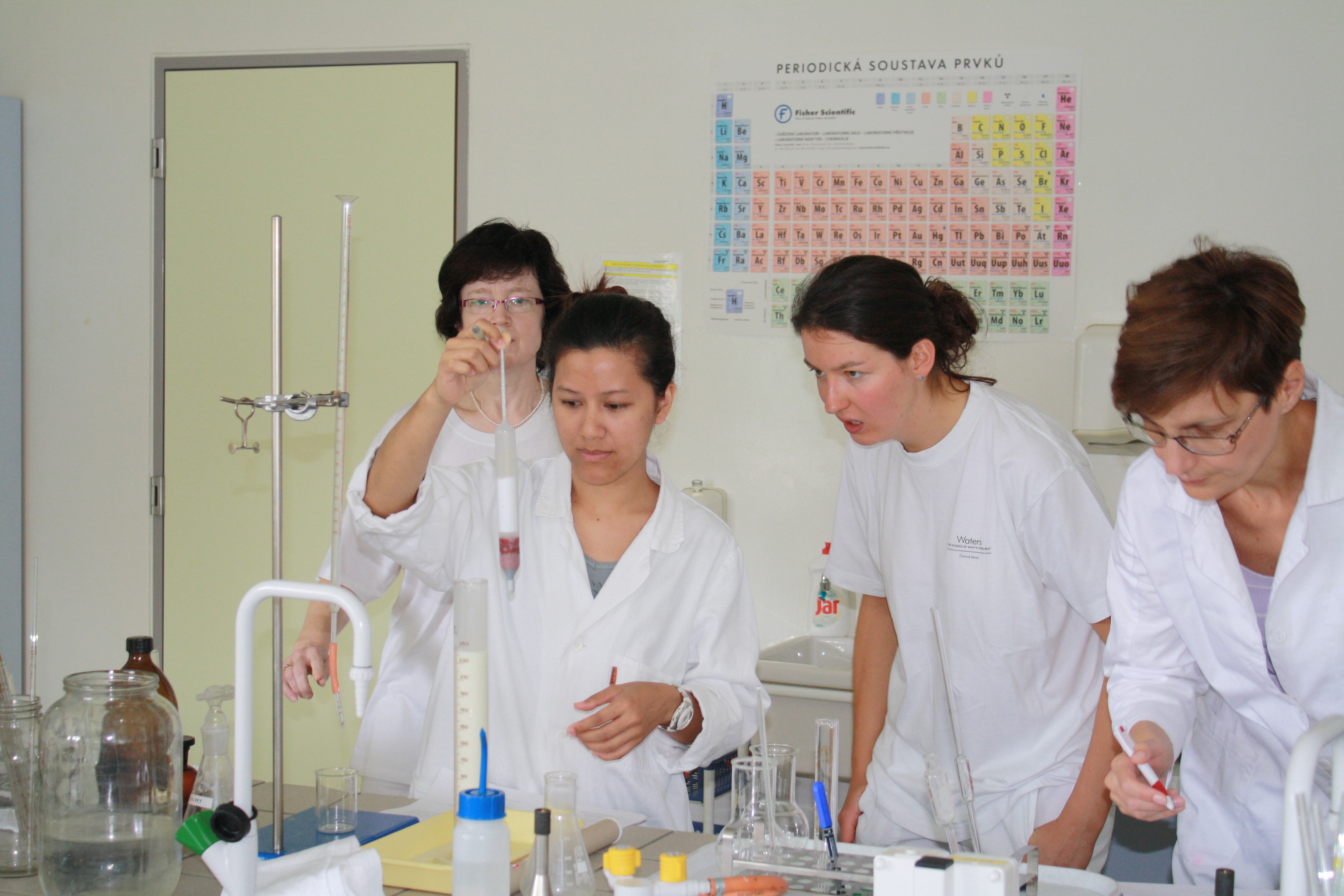

Ústav zajišťuje výuku celé řady disciplín, od těch, které jsou součástí rozšířeného teoretického základu, až po disciplíny hygienicko-technologické. Spektrum vyučovaných předmětů se rozšířilo se započetím realizace bakalářského a navazujícího magisterského studijního programu v oboru Bezpečnost a kvalita potravin. V rámci magisterského studijního programu v oboru Veterinární hygiena a ekologie jsou ústavem v současné době zajišťovány předměty Výživa člověka, Hygiena a technologie živočišných produktů, Chemie potravin, Mikrobiologie potravin, Hygiena a technologie mléka a mléčných výrobků a HACCP. V rámci bakalářského a navazujícího magisterského studijního programu v oboru Bezpečnost a kvalita potravin ústav zabezpečuje výuku předmětů Výživa člověka, Potravinářské inženýrství a technika, Chemie potravin a chemické laboratorní metody, Mikrobiologie potravin a mikrobiologické laboratorní metody, Metodologie vědecké práce, HACCP, Mikrobiologické laboratorní metody, Laboratorní analýza potravin, Technologie a hygiena mléka a mléčných výrobků a laboratorní část výuky předmětu Hygiena a technologie včelích produktů. Ústav zabezpečuje výuku také v rámci systému integrované výuky VETUNI pro Fakultu veterinárního lékařství předmětem Hygiena a produkce mléka. V rámci doktorského studijního programu Veterinární hygiena a ekologie jsou vyučovány předměty Chemie potravin, Mikrobiologie potravin a Hygiena a technologie mléka a mléčných výrobků.
Výzkumná činnost ústavu je zaměřena do oblasti mikrobiologického vyšetřování různých skupin surovin a potravin živočišného původu, cíleně zaměřené na průkaz důležitých patogenních a potenciálně patogenních mikroorganismů, především původců alimentárních onemocnění. Další oblastí výzkumné činnosti ústavu je chemie potravin ze zaměřením na parametry jakosti potravin a dále na chemické ukazatele hygienické a zdravotní nezávadnosti surovin a potravin zejména živočišného původu. Výzkum ústavu je orientován také speciálně do oblasti studia vlivu zdravotního stavu dojnic, způsobu ustájení, získávání a ošetřování syrového mléka, jakož i mlékárenských technologií a skladování na změny složení mléka a mléčných výrobků, a dále na výzkum v oblasti ukazatelů jakosti, hygienické a zdravotní nezávadnosti mléka a mléčných výrobků a to v oblasti fyzikálních, chemických i biologických ukazatelů.
- Ústav hygieny a technologie masa

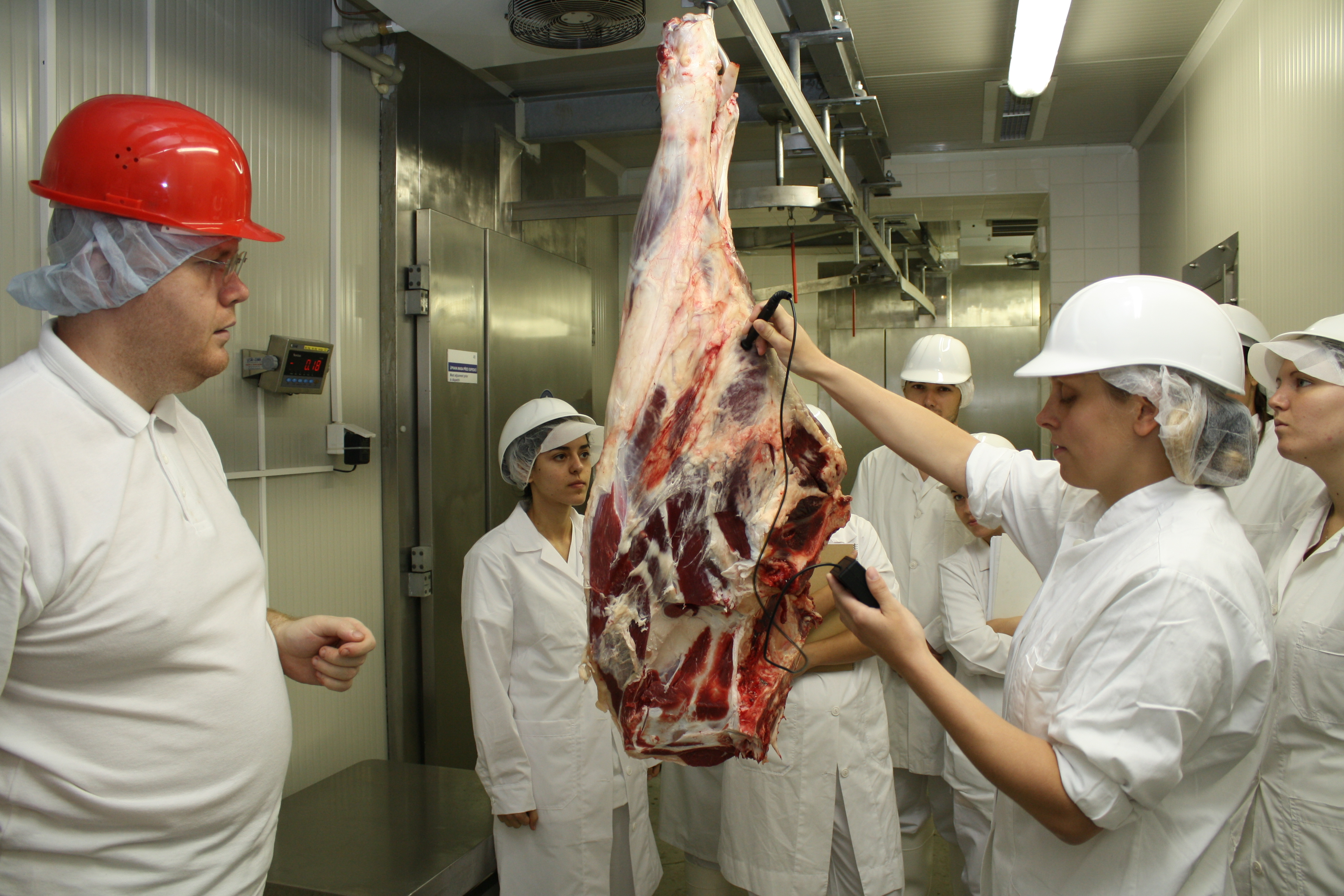

Ústav zajišťuje výuku pro studijní program Veterinární hygiena a ekologie v následujících předmětech: Hygiena a technologie masa a masných výrobků, Prohlídka jatečných zvířat a masa, Hygiena a technologie mrazírenských a rybích výrobků a Hygiena a technologie polotovarů, vajec a medu, Choroby z potravin a Senzorická analýza potravin. Pro studenty FVL je výuka hygieny potravin zajišťována v předmětu Hygiena produkce masa. Hygienická výuka je zakončena třemi povinnými závěrečnými státními a rigorózními zkouškami Hygiena a technologie masa a masných výrobků, Hygiena a technologie mléka a mléčných výrobků a Veterinární ochrana veřejného zdraví. Pro nově akreditované programy ústav zajišťuje výuku Technologie a hygiena potravin živočišného původu, Senzorická analýza potravin, Prohlídka jatečných zvířat, Technologie a hygiena výroby, distribuce a prodeje potravin, Technologie a hygiena výroby, distribuce a prodeje potravin, Technologie a hygiena drůbeže, zvěřiny a výrobků z ní, Technologie a hygiena ryb a ostatních vodních živočichů a výrobků z nich, mrazíren a mrazírenských výrobků, Technologie a hygiena vajec, polotovarů a tuků živočišného původu, Choroby z potravin a Analýza potravin. Prohloubení diferenciace výuky do oblasti hygieny potravin je umožněno dalšími povinně volitelnými předměty se zaměřením na hygienu potravin.
Výzkumná činnost ústavu je zaměřena do oblasti senzorické analýzy potravin. Výzkum ústavu je orientován do oblasti fyzikálních, chemických a biologických parametrů kvality, hygienické a zdravotní nezávadnosti masa. Důraz je kladen na výzkum v oblasti významných patogenních mikroorganismů ve vztahu k masu a masným výrobkům a typizace těchto mikroorganismů molekulárními metodami (zejména významné druhy Campylobacter sp. a Listeria monocytogenes). Výzkum se také zaměřuje na studium výskytu, identifikace a typizace důležitých známých i méně známých mikroorganismů spojených s výskytem nebezpečí alimentárních onemocnění u člověka. Další oblastí výzkumu je hodnocení rizik při používání nových technologií produkce a zpracování masa a masných výrobků. Výzkum je také zaměřen do oblasti kvality, zdravotní a hygienické nezávadnosti masa a masných výrobků pocházejících z tradičních ale i netradičních druhů jatečných zvířat, dále drůbežího a králičího masa a výrobků z něj, zvěřiny a výrobků z ní, ryb a ostatních vodních živočichů a výrobků z nich, mrazírenských technologií, dále při produkci a zpracování polotovarů, tuků, vajec a výrobků z nich.

### Sekce veterinární ochrany veřejného zdraví

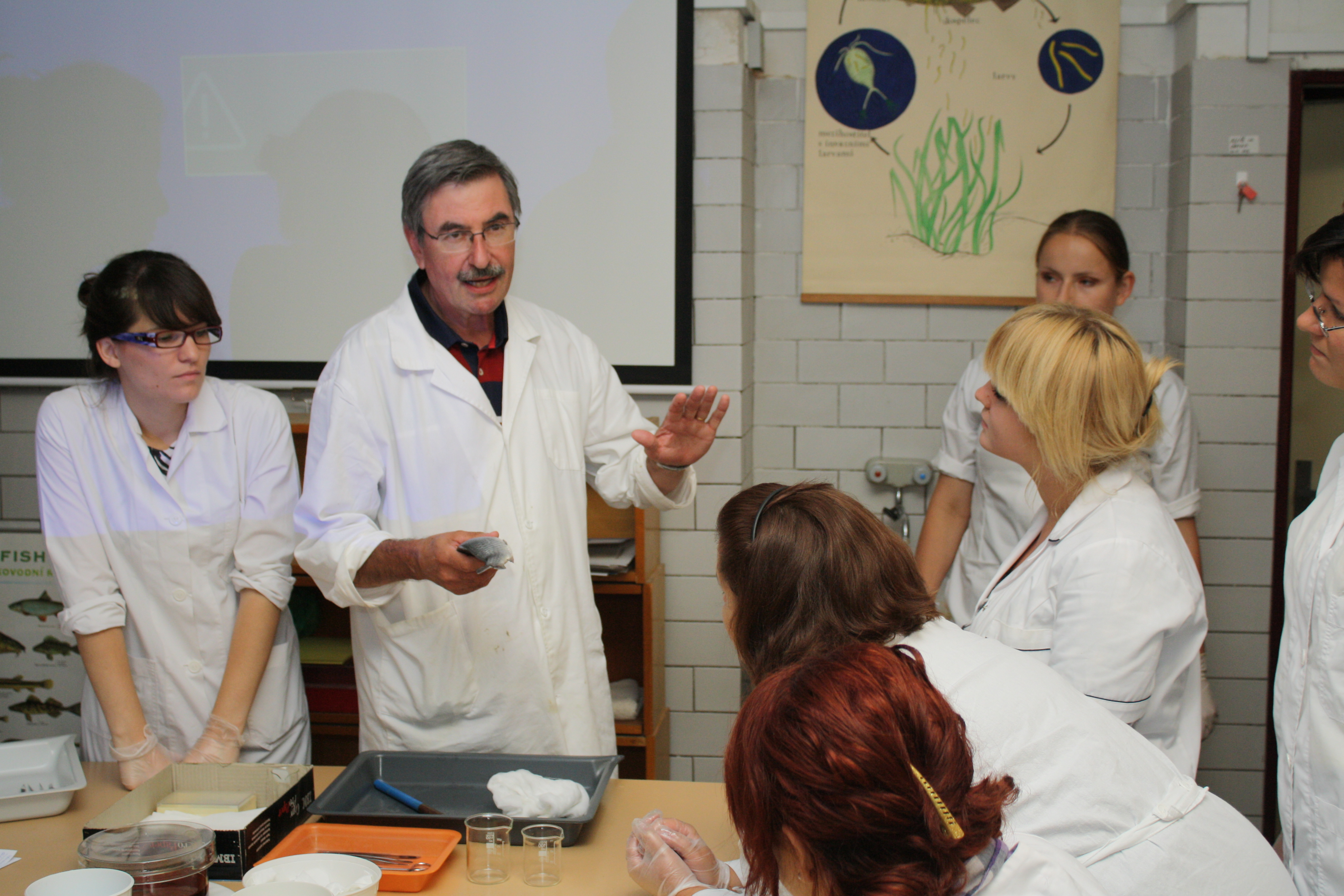

- Ústav veterinární ekologie a ochrany životního prostředí

Pedagogická činnost ústavu se zaměřuje na oblasti ekologie, veterinární ekologie, ekotoxikologie, ochrany životního prostředí a detekce významných kontaminantů a dalších faktorů ovlivňujících stav životního prostředí. Významná je oblast chemie životního prostředí a chemie potravních řetězců. Na ústavu jsou tradovány specializované veterinární disciplíny zabývající se chorobami zvěře, ryb a včel. Tedy chorobami živočichů, jejichž zdravotní stav je úzce spjat s kvalitou životního prostředí, přičemž na druhé straně tito živočichové mohou výrazně parametry životního prostředí ovlivňovat a současně sloužit jako bioindikační systémy k posouzení kontaminace životního prostředí. Ústav zajišťuje výuku řady předmětů pro bakalářský studijní program uskutečňovaný na Fakultě veterinární hygieny a ekologie VETUNI, magisterské studijní programy uskutečňované na obou veterinárních fakultách a doktorský studijní program Fakulty veterinární hygieny a ekologie.
Výzkumná činnost ústavu se zaměřuje do oblasti sledování zatížení prostředí negativními faktory, významnými pro rostlinnou i živočišnou produkci, která má vztah k zdraví zvířat a produkci zdravotně nezávadných potravin živočišného původu. Významnou oblastí výzkumu je také sledování faktorů pocházejících zejména z chovů zvířat a provozů potravinářské produkce, které jsou významné z hlediska životního prostředí. Výzkum je zaměřen zejména na indikátory zatížení životního prostředí na úrovni bezobratlých živočichů, nižších obratlovců a dále je zaměřen na včely, ryby a zvěř, které jsou využívány k získávání surovin pro produkci potravin živočišného původu. Jsou sledovány ukazatele zatížení životního prostředí na úrovni chemických faktorů anorganického i organického původu zejména metodami stopové a ultrastopové analýzy, a dále na úrovni biologických markerů zatížení životního prostředí zejména metodami vycházejícími z veterinárně - zdravotního posouzení zdravotního stavu bezobratlých živočichů, nižších obratlovců a obhospodařovaných druhů zvěře, ryb a včel.
- Ústav veřejného veterinárního lékařství a toxikologie

V současné době je ve vzdělávání ústav zaměřen na výuku v oblasti veterinární ochrany veřejného zdraví, veterinární legislativy, veřejného veterinárního lékařství, soudního veterinárního lékařství, ochrany a welfare zvířat, veterinární toxikologie, toxikologie potravin, farmakologie v produkci potravin, ekonomiky veterinární činnosti, statistiky a výpočetní techniky, metodiky bakalářské práce a metodologie vědecké práce a garantuje praxi v dozorových orgánech veterinární péče. Výuku v těchto oblastech zajišťuje pro studenty bakalářského a navazujícího magisterského studijního programu Bezpečnost a kvalita potravin, magisterského studijního programu Veterinární hygiena a ekologie, a v rámci integrované výuky také magisterského studijního programu Veterinární lékařství a magisterského studijního programu Farmacie.

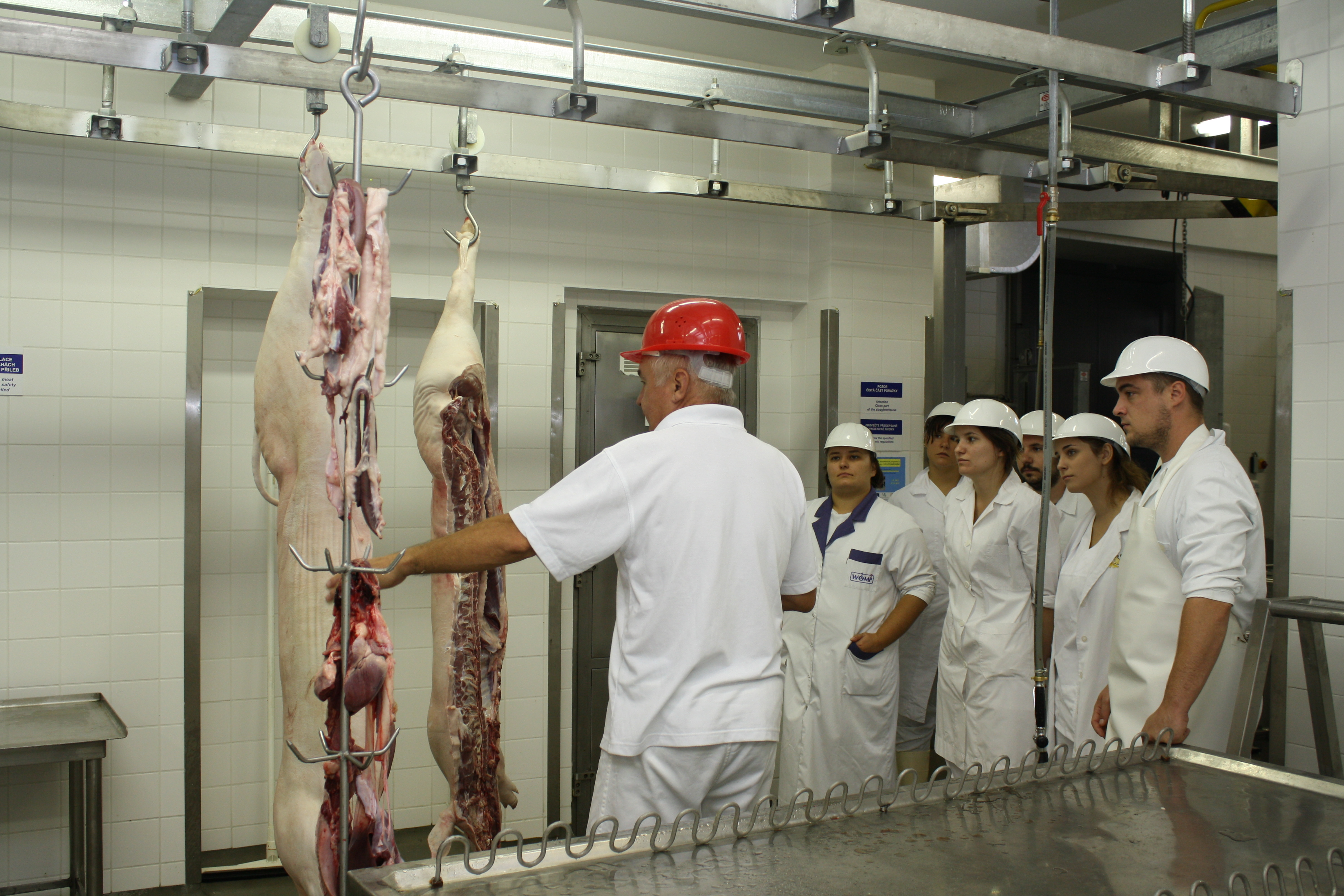

Výzkumná činnost ústavu je zaměřena do oblasti veterinární legislativy, potravinářské legislativy a legislativy ochrany zvířat. Jsou zkoumány souvislosti vyplývající z platného změní zákona a prováděcích předpisů, a dále zejména účinnost prosazování ustanovení jednotlivých právních předpisů. Dalším výzkumným zaměřením ústavu je oblast ochrany zvířat určených pro hospodářské účely, zvířat v zájmových chovech, volně žijících zvířat i zvířat pokusných. V této části výzkumu jsou simulovány procesy zatěžující obvyklé podmínky chovu zvířat a jsou sledovány dopady těchto změněných podmínek na parametry zdraví, pohody a užitkovosti zvířat. Součástí výzkumného zaměření ústavu je také studium etologie u vybraných druhů zvířat. Výzkumná činnost ústavu zahrnuje také oblast toxikologie. V této části výzkumné činnosti je ústav zaměřen na toxikologické účinky některých látek využívaných pro produkci surovin rostlinného a živočišného původu a jejich vliv na zdraví a užitkovost hospodářských zvířat, zvířat volně žijících i zvířat zájmových.
- Účelovým zařízením fakulty je porážka jatečných zvířat

Porážka slouží pro výuku studentů bakalářského a navazujícího magisterského studijního programu v oboru Hygiena, technologie a ekologie potravin, magisterského studijního programu v oboru Veterinární hygiena a ekologie, v rámci integrované výuky také pro výuku v magisterském studijním programu v oboru Veterinárního lékařství, dále porážka slouží pro výuku studentů doktorského studijního programu zejména v oboru Hygiena a technologie potravin.
Porážka jatečných zvířat je zdrojem pro získávání biologického materiálu z porážených zvířat, který je využíván také ve výzkumu a další tvůrčí činnosti fakulty.

## Studium
Fakulta veterinární hygieny a ekologie umožňuje studium bakalářské, navazující magisterské, magisterské, doktorské i celoživotní vzdělávání. Bakalářské studium se uskutečňuje v rámci bakalářského studijního programu v oboru Bezpečnost a kvalita potravin v českém i anglickém jazyce, v oboru Ochrana zvířat a welfare a od akademického roku 2016/2017 také v oboru Zdravotní nezávadnost a kvalita potravin v gastronomii. Standardní doba studia je 3 roky. Studium je zakončováno státní závěrečnou zkouškou a absolventům se uděluje titul „bakalář“ (ve zkratce „Bc.“ uváděné před jménem). Forma studia je prezenční a kombinovaná. Navazující magisterské studium se uskutečňuje v rámci navazujícího magisterského studijního programu v oboru Bezpečnost a kvalita potravin v českém a anglickém jazyce a v oboru Ochrana zvířat a welfare. Standardní doba studia je 2 roky, které navazuje na tříleté bakalářské studium. Forma studia je prezenční. Studium je zaměřeno na hygienu a technologii potravin, laboratorní analýzu potravin, právní předpisy a dozor v oblasti potravin živočišného i rostlinného původu, zejména masa a masných výrobků, mléka a mléčných výrobků, drůbeže, vajec, tuků, ryb, mrazírenských výrobků, medu a dalších potravin. Studium v oboru Ochrana zvířat a welfare zahrnuje podmínky chovu, pohody, dobrého zdraví a ochrany zvířat. Studium je zakončováno státní závěrečnou zkouškou a diplomovou prací a absolventům se uděluje titul „magistr“ (ve zkratce „Mgr.“ Uváděné před jménem). Uplatnění absolventi nachází v orgánech kontroly potravin, v potravinářských podnicích, v laboratořích kontroly potravin i ve státní správě, respektive v orgánech ochrany zvířat a dalších institucích kontrolujících pohodu zvířat. Magisterské studium se uskutečňuje v oboru Veterinární hygiena a ekologie v českém i anglickém jazyce. Standardní doba studia je 6 let. Forma studia je prezenční.

## Uplatnění absolventů
Studium zahrnuje celé spektrum veterinární medicíny, je však výrazně orientováno na veterinární medicínu potravinových zvířat, zejména skotu, prasat a drůbeže, na produkci potravin živočišného původu, hygienickou a zdravotní nezávadnost potravin a na dozor nad nezávadností těchto potravin. Studium je zakončováno státní rigorózní zkouškou, která se skládá z dílčí zkoušky z hygieny a technologie masa, z hygieny a technologie mléka, z veterinární ochrany veřejného zdraví, z nákaz zvířat a legislativy a z klinické zkoušky chorob přežvýkavců a prasat. Absolventům se uděluje titul „doktor veterinární medicíny“ (ve zkratce „MVDr.“ uváděné před jménem). Uplatnění absolventi nachází v orgánech státní veterinární správy při veterinárním dozoru a kontrole potravin živočišného původu, v diagnostických laboratořích a také v potravinářských podnicích. Doktorské studium se uskutečňuje v rámci doktorského studijního programu Veterinární hygiena a ekologie v sedmi oborech v jazyce českém a sedmi oborech v jazyce anglickém. Přijímací zkoušky se skládají formou pohovoru s uchazečem, v němž se ověřují především předpoklady pro vědeckou práci. Standardní doba studia je 4 roky. Studium je zakončováno státní doktorskou zkouškou a obhajobou disertační práce. Absolventům se uděluje akademický titul „doktor“ (ve zkratce „Ph.D.“ uváděné za jménem). Celoživotní vzdělávání se uskutečňuje v rámci studijního programu Univerzity třetího věku v oblasti: Člověk a zdravé potraviny, standardní doba vzdělávacího kurzu je 2 roky. Celoživotní vzdělávání se uskutečňuje dále také v rámci studijních programů orientovaných na výkon povolání nebo zájmově.